# The Dictators
The Dictators es una banda de proto-punk y punk rock de Estados Unidos formada en Nueva York en 1973  y es considerada como una de las precursoras del "punk rock" que posteriormente nacería en USA.

## Historia

### The Dictators Go Girl Crazy!(1975)
The Dictators comenzaron como un cuarteto al unirse el bajista y cantante Andy Shernoff, los guitarristas Ross Friedman y Scott Kempner y el batería Stu Boy King. Fue esta formación, junto con su amigo/colaborador y "Arma Secreta" Handsome Dick Manitoba, la que grabó el álbum de debut The Dictators Go Girl Crazy! para Epic Records que fue producido por Sandy Pearlman y Murray Krugman, conocidos por su trabajo con Blue Öyster Cult. Aunque el disco no produjo muchas ventas, actualmente está considerado el álbum más importante grabado por una banda de punk neoyorkina.

### Manifest Destiny(1977)
Debido a problemas internos, la banda decidió separarse a finales de 1975 pero se volvieron a reunir a principios de 1976, con Mark "The Animal" Mendoza al bajo, sustituyendo a Shernoff que pasó a tocar el teclado. Esta formación firmó un contrato con Asylum Records, con la que publicó su segundo álbum Manifest Destiny en 1977, de nuevo con Pearlman y Krugman como productores, que incluye una versión de "Search & Destroy" de los Stooges. El sonido de este álbum es más comercial que el anterior y se percibe como el más flojo de su carrera; durante varios años la banda se negó a tocar canciones de este álbum hasta que no se reeditara en CD. Es durante esta época cuando a la banda se la empieza a conocer como The 'Taters (término coloquial para patatas), lo que acabó en un incidente en una gira junto a Uriah Heep y Foreigner, en la que los ayudantes de esta última banda colocaron una red llena de patatas en el techo del escenario, dejando caer las patatas durante la actuación de Dictators.

### Bloodbrothers(1978)
Para 1978 Mendoza había abandonado la banda -pronto se uniría a Twisted Sister- y Shernoff había vuelto a su posición original como bajista. Fue con esta formación -Manitoba, Shernoff, Friedman, Kempner y Rich Teeter- la que grabó el álbum Bloodbrothers (con los mismos productores). Fue el primer álbum en el que Manitoba aparece como cantante en todas las canciones, aunque se puede oír a Bruce Springsteen -gran fan de la banda- al principio de "Faster and Louder".
La canción "Baby, Let's Twist" fue un hit en varias radios de la costa este, pero al no tener un éxito masivo, la banda se deshizo al año siguiente. Poco antes de deshacerse, el batería Mel Anderson había dejado Twisted Sister para volver a Dictators sustituyendo a Teeter. Tras la ruptura, Manitoba fue taxista, Shernoff trabajo como productor y Friedman trabajó en diversos proyectos, colaboró con la banda de hard rock francesa Shakin' Street, fundó Manowar en 1982 y produjo la primera demo de la banda Anthrax.

### Fuck'Em If They Can't Take A Joke(1981)
A pesar de que Friedman habló con resentimiento de los Dictators en los primeros tiempos de Manowar, él y los otros miembros de la banda se reunieron varias veces en 1981 y lanzaron la cinta Fuck'Em If They Can't Take a Joke, que contenía canciones de los tres álbumes de la banda, versiones de "What Goes On" de The Velvet Underground y "Moon Upstairs" de Mott the Hoople, y dos canciones nuevas compuestas por Shernoff: "Loyola" y "New York, New York".

### Manitoba's Wild Kingdom:...And You?(1990)
Tras cinco años en los que apenas se supo nada de ellos, en 1986 Shernoff y Manitoba, junto con el guitarrista Daniel Rey, formaron Wild Kingdom, con la que publicaron una versión de "New York, New York". Para cuando se publicó el debut de la banda con la discográfica MCA en 1990 ...And You? (rebautizados como Manitoba's Wild Kingdom), Rey ya había abandonado la banda y había sido sustituido por Friedman, convirtiéndolo en, prácticamente, el cuarto álbum de Dictators, con J.P. Patterson a la batería. ...And You?, con una duración de 25 minutos, recibió críticas excelentes, con la revista Rolling Stone llamándolo "el primer gran álbum de punk rock de los 90". Más tarde, en la gira, Kempner se unió a la banda y el nombre de Manitoba's Wild Kingdom fue sustituido por The Dictators.

### Los años 1990
En los años 1990 la vida de los miembros había cambiado. Shernoff formó parte de The Fleshtones en 1989 y 1990, se convirtió en experto en vinos y compuso con Joey Ramone. Manitoba abrió con éxito un bar en el East Village llamado Manitoba's, y actualmente canta con los miembros supervivientes de MC5 y tiene un programa de radio en Sirius en el programa de Steven Van Zandt "Little Steven's Underground Garage".
En 1992 Kempner publicó su álbum en solitario Tenement Angels y se unió a The Brandos en 1993. Friedman, por su parte, tocó con Manowar y Brain Surgeons.

### D.F.F.D.(2001)
Aun así, el grupo comenzó a grabar el cuarto álbum de Dictators a finales de los años 1990, que se publicó como D.F.F.D. en 2001. El álbum fue bien recibido, especialmente las canciones "Who Will Save Rock 'n' Roll?" y "I Am Right", que se han convertido en clásicos de la banda. Entonces Shernoff comentó que sería, probablemente, el último álbum con material original de la banda, dado que le resultaba cada vez más difícil componer canciones de rock; sin embargo, los Dictators continuaron tocando en vivo, incluso tras la partida de Kempner, y publicaron el directo Viva Dictators en 2005.
En 2007 Norton Records publicó Every Day Is Saturday, una recopilación hecha por Shernoff, con demos, rarezas y canciones no publicadas grabadas a lo largo de los 30 años de vida de la banda.

## Miembros
- Handsome Dick Manitoba - Voz
- Andy "Adny" Shernoff - Voz, Bajo, Teclado
- Ross "The Boss" Friedman - Guitarra
- Scott "Top Ten" Kempner - Guitarra rítmica
- J.P. "Thunderbolt" Patterson - Batería

### Miembros pasados
- Mark "The Animal" Mendoza - Bajo
- Ritchie Teeter - Batería
- Mel Anderson - Batería
- Stu Boy King - Batería
- Frank Funaro - Batería

## Discografía

### Álbumes
| Título                                             | Fecha de grabación |
| The Dictators Go Girl Crazy!                       | 1975               |
| Manifest Destiny                                   | 1977               |
| Bloodbrothers                                      | 1978               |
| Fuck 'Em If They Can't Take a Joke (Recopilatorio) | 1981               |
| ...And You? (Como Manitoba's Wild Kingdom)         | 1990               |
| D.F.F.D.                                           | 2001               |
| Viva Dictators (En vivo)                           | 2005               |
| Every Day Is Saturday (Recopilatorio)              | 2007               |